# Mustapha Jawara

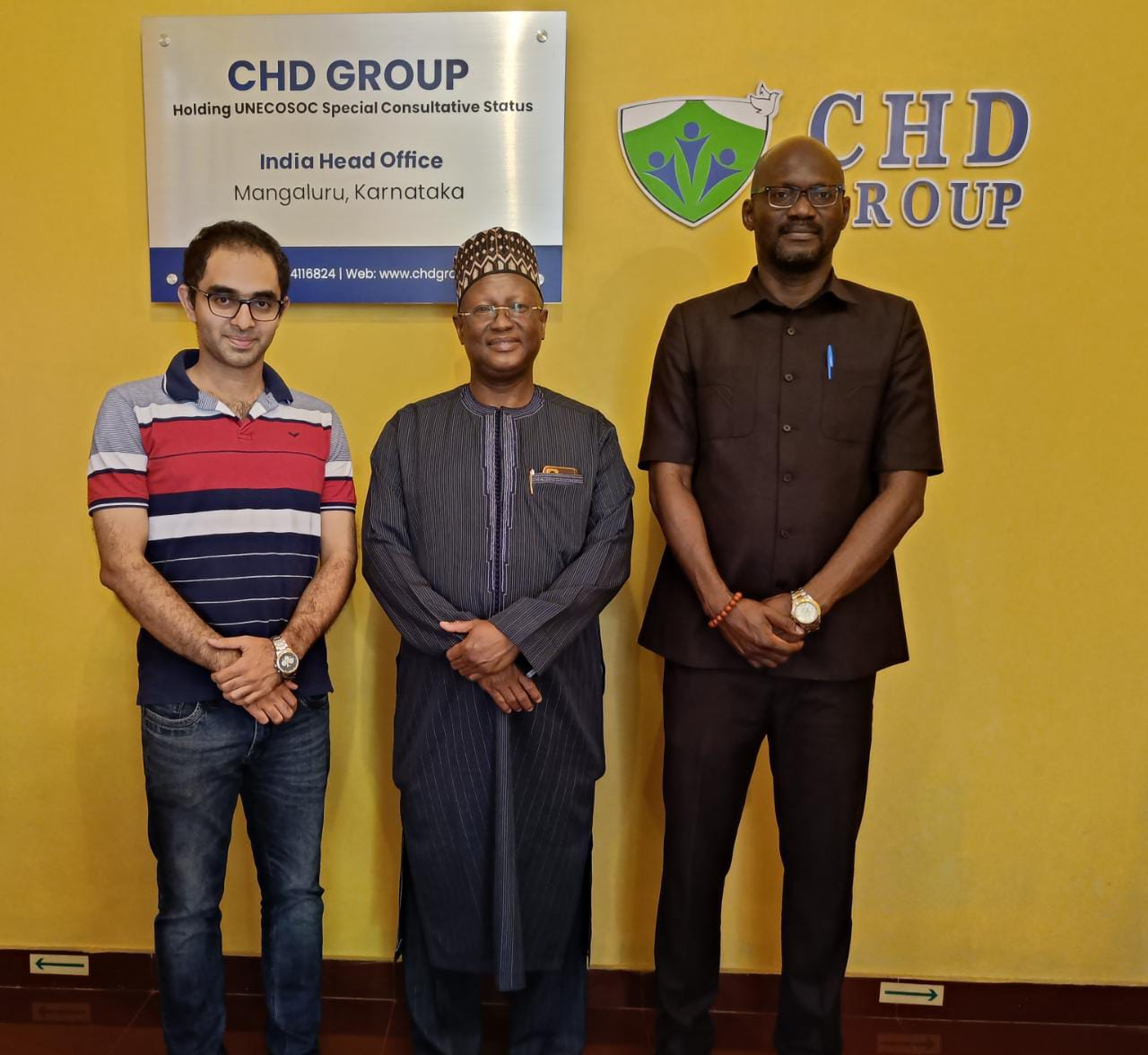
Mustapha Jawara (Mitte)

Mustapha Jawara (* 20. Jahrhundert) ist ein gambischer Diplomat.

## Leben
Jawara ging von 2001 bis 2004 auf das Durham Technical Community College in Durham und bildete sich in Informationstechnologie und Netzwerktechnologie weiter. Anschließend erwarb er ab 2004 bis 2006 sein Bachelor of Applied Science (B.A.Sc.) an der Campbell University. Die Jahre von 2013 bis 2015 verbrachte er auf der Walden University und machte seinen Master-Abschluss, M.S. in Informationssystemen. In der Zeit von 1997 bis 2007 war er Rezeptionsmitarbeiter bei Marriott in Raleigh-Durham und anschließend ab 2007 an der North Carolina State University als Tech Support Analyst angestellt.
Jawara wurde Anfang 2021 von Präsident Adama Barrow zum Hochkommissar in Indien mit Sitz in Neu-Delhi ernannt. Gleichzeitig umfasste die Akkreditierung die Länder Sri Lanka, die Malediven und Bangladesch. Am 22. September 2021 überreichte Jawara sein Beglaubigungsschreiben an den indischen Präsidenten.